# 栃木市総合運動公園陸上競技場
栃木市総合運動公園陸上競技場（とちぎしそうごううんどうこうえん りくじょうきょうぎじょう）は、栃木県栃木市の栃木市総合運動公園内にある陸上競技場。球技場としても使用される。施設は栃木市が所有し、株式会社メディカルフィットネスとちの木が指定管理者として運営管理を行っている。

## 概要
1989年3月に開設された。かつて、栃木SCが栃木県グリーンスタジアムの改修工事の際に暫定的にホームスタジアムとして使用し、これまでにも年間数試合ホームゲームが開催されていた。運動公園内には、野球場、総合体育館、多目的運動場（事実上の補助グラウンド）などが隣接している。
また、CITY FOOTBALL STATIONが完成するまで栃木シティFCがホームスタジアムとして使用していた。

## 施設
- 日本陸上競技連盟第二種公認
- トラック：400m×8レーン
- 収容人数：5500人（座席数 2500、メインスタンドのみ固定座席、他は芝生席）

## アクセス
- 鉄道
  - 東武日光線・新栃木駅より徒歩40分[1]
- 自動車
  - 東北自動車道・栃木インターチェンジより10分[1]

## ギャラリー

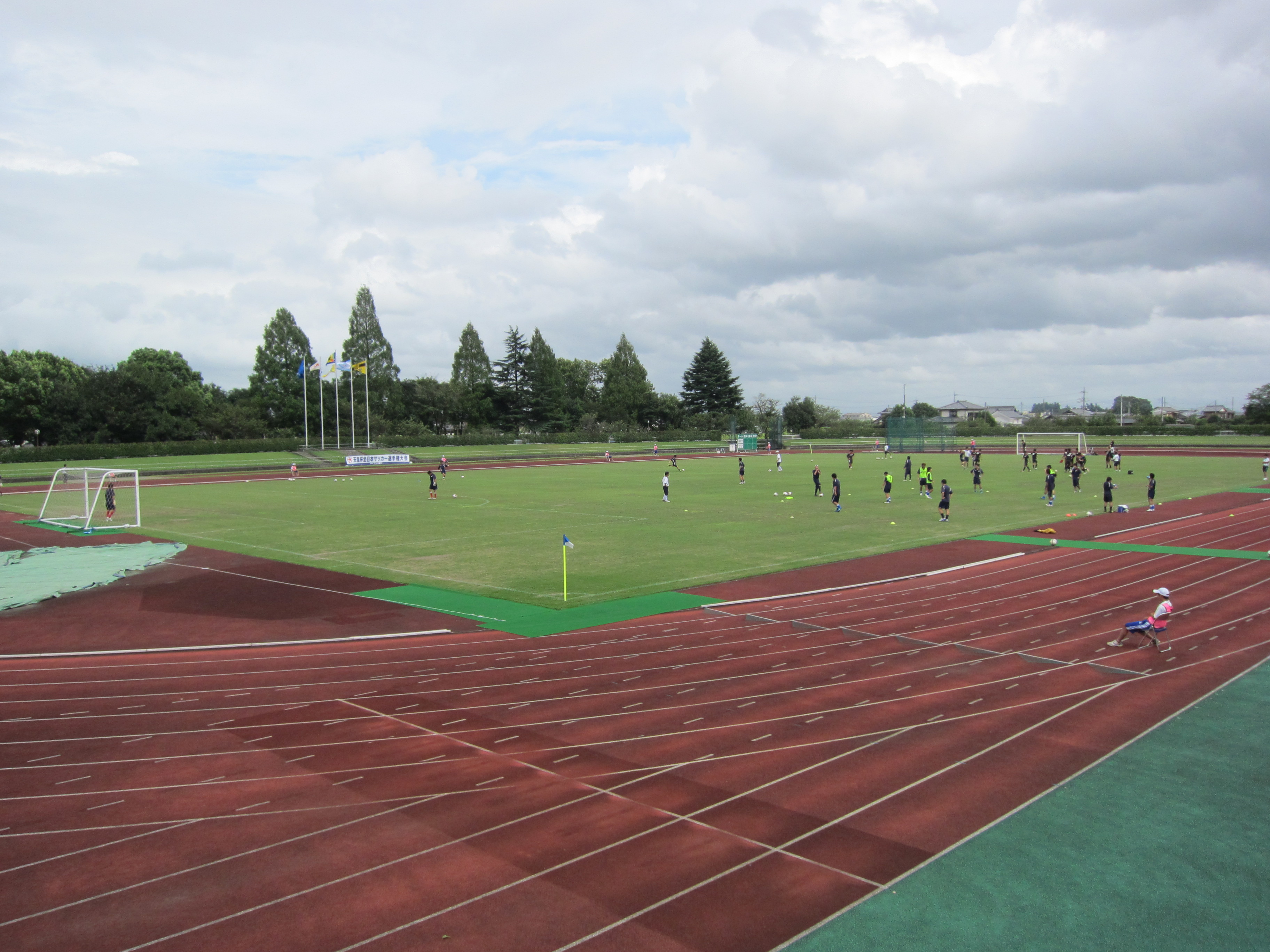
観客席からピッチを望む
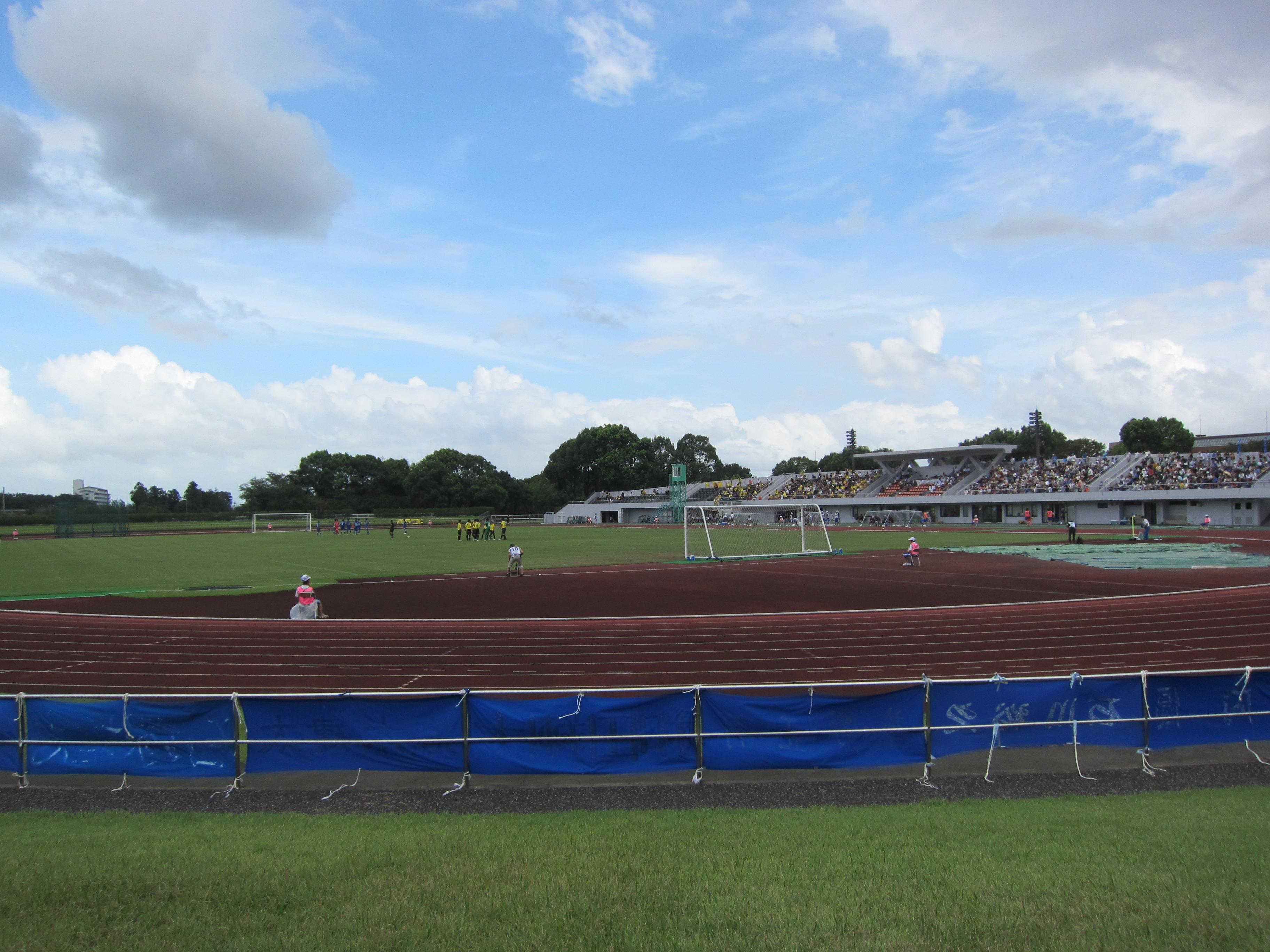
ピッチから観客席を望む
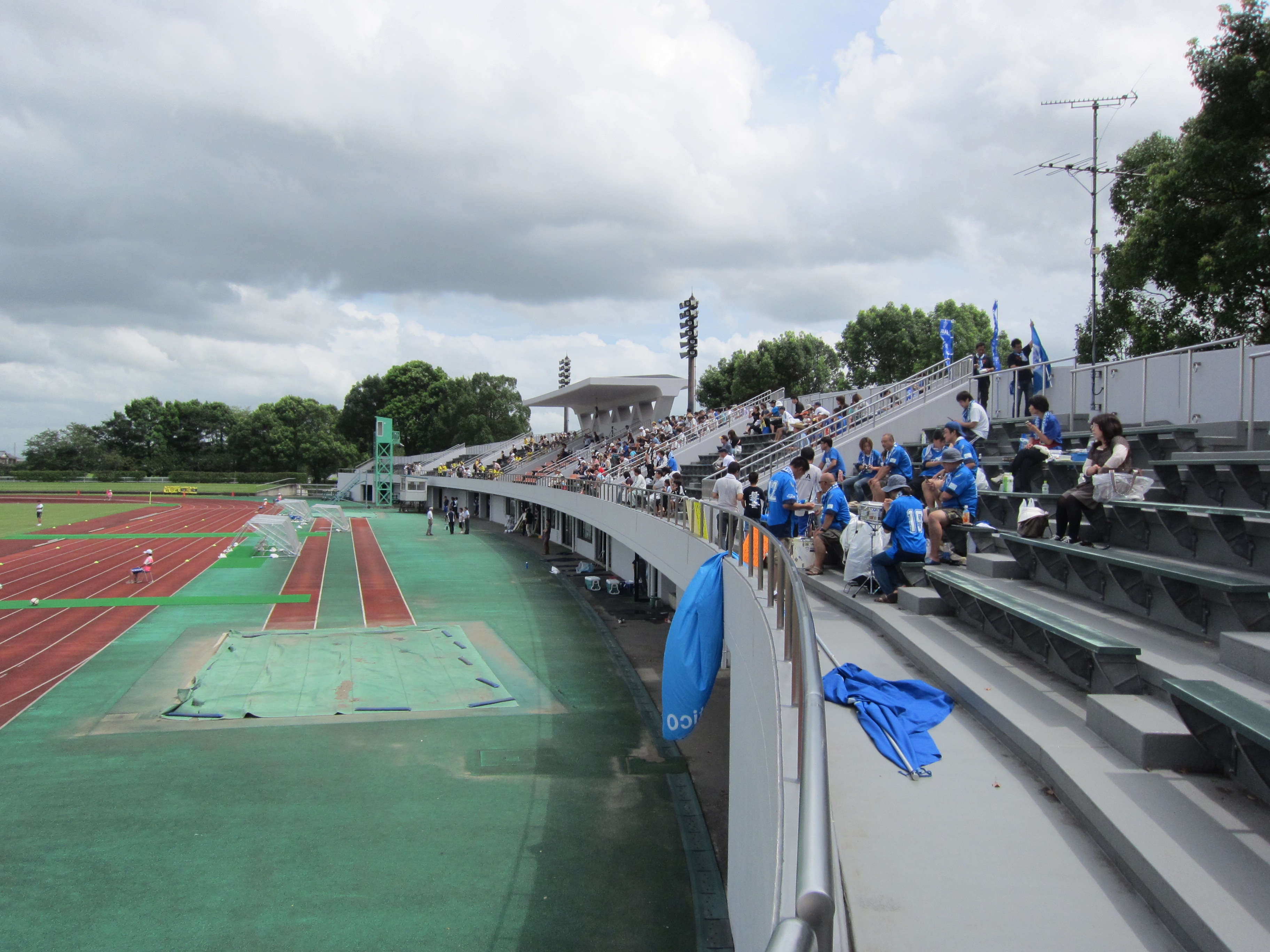
観客席
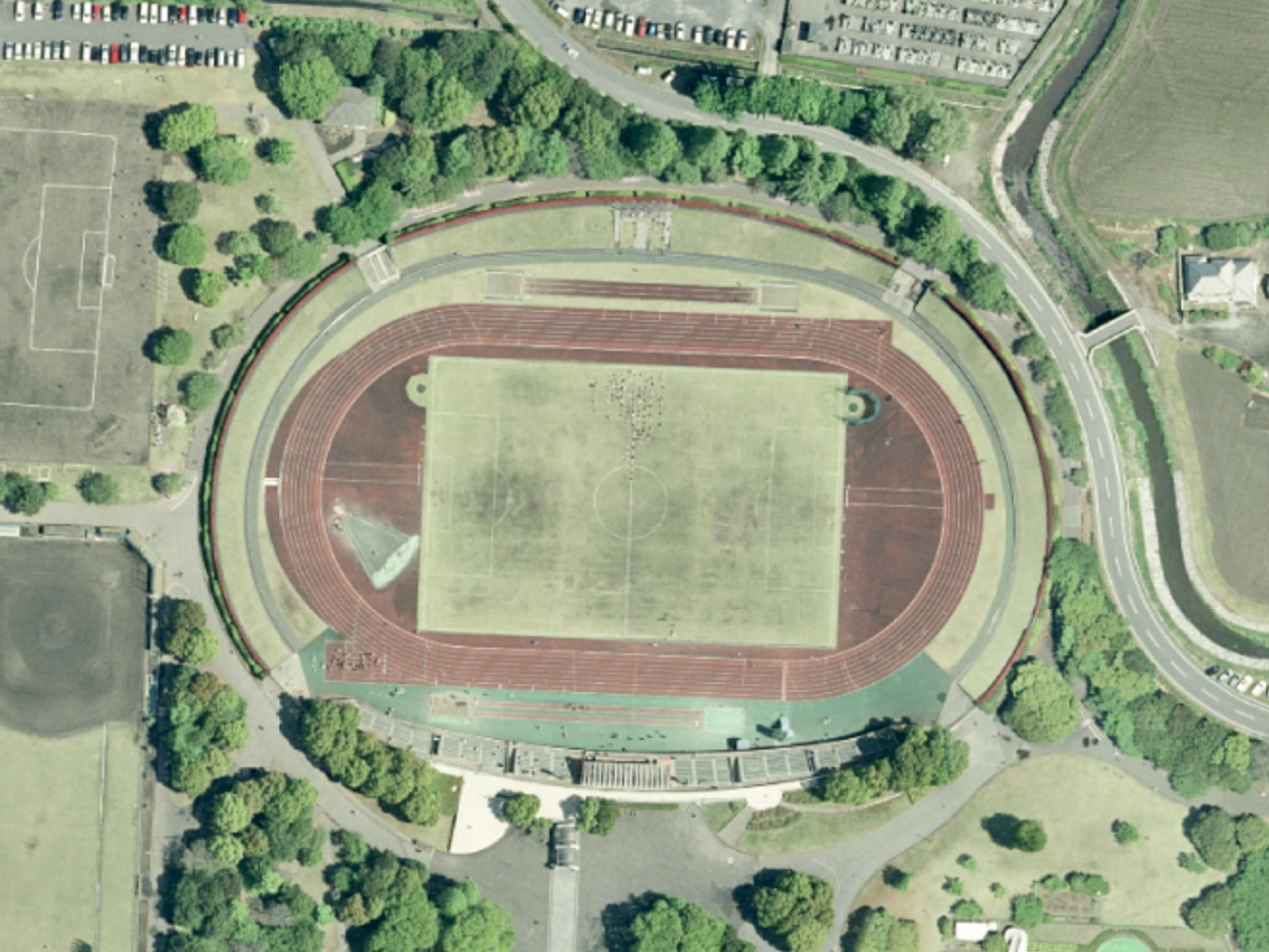
2010年の航空写真（国土地理院作成）